# El Caracol (Chiapas)
El Caracol es una localidad del municipio de Reforma ubicado en el noroeste del estado mexicano de Chiapas.

## Geografía
La localidad de El Caracol se sitúa en las coordenadas geográficas 17°50′33″N 93°19′25″O / 17.842500, -93.323611, a una elevación de 31 metros sobre el nivel del mar.

## Demografía
Según el Conteo de Población y Vivienda 2020, efectuado por el Instituto Nacional de Estadística y Geografía, la localidad de El Caracol tiene 269 habitantes, de los cuales 132 son del sexo masculino y 137 del sexo femenino. Su tasa de fecundidad es de 2.95 hijos por mujer y tiene 67 viviendas particulares habitadas.
| Gráfica de evolución demográfica de El Caracol entre 1910 y 2020 |
|                                                                  |
| INEGI.                                                           |